# Temporada 1990-91 de los Portland Trail Blazers
La temporada 1990-91 fue la vigesimoprimera de los Portland Trail Blazers en la NBA. La temporada regular acabó con 63 victorias y 19 derrotas, ocupando el primero puesto de la conferencia Oeste, clasificándose para los playoffs, en los que cayeron ante Los Angeles Lakers en las finales de conferencia.

## Elecciones en elDraft
| Ronda | Puesto | Jugador        | Posición  | Nacionalidad | Universidad |
| ----- | ------ | -------------- | --------- | ------------ | ----------- |
| 1     | 25     | Alaa Abdelnaby | Ala-Pívot | Egipto       | Duke        |

## Temporada regular
| División Pacífico        | División Pacífico | División Pacífico | División Pacífico | División Pacífico | División Pacífico | División Pacífico | División Pacífico | División Pacífico |
| Equipo                   | G                 | P                 | %                 | PD                | Casa              | Fuera             | Div               |                   |
| ------------------------ | ----------------- | ----------------- | ----------------- | ----------------- | ----------------- | ----------------- | ----------------- | ----------------- |
| y-Portland Trail Blazers | 63                | 19                | .768              | —                 | 36–5              | 27–14             | 18-10             |                   |
| x-Los Angeles Lakers     | 58                | 24                | .707              | 5                 | 33–8              | 25-16             | 19-9              |                   |
| x-Phoenix Suns           | 55                | 27                | .671              | 8                 | 32–9              | 23-18             | 17–11             |                   |
| x-Golden State Warriors  | 44                | 38                | .537              | 19                | 30–11             | 14–27             | 13–15             |                   |
| x-Seattle SuperSonics    | 41                | 41                | .500              | 22                | 28-13             | 13–28             | 12-16             |                   |
| Los Angeles Clippers     | 31                | 51                | .378              | 32                | 23–18             | 8-33              | 10-18             |                   |
| Sacramento Kings         | 25                | 57                | .305              | 38                | 24-17             | 1–40              | 9–19              |                   |

## Playoffs

### Primera ronda
Portland Trail Blazers vs. Seattle SuperSonics 
| Fecha       | Partido                                             | Ciudad   |
| ----------- | --------------------------------------------------- | -------- |
| 26 de abril | Portland Trail Blazers 106, Seattle SuperSonics 102 | Portland |
| 28 de abril | Portland Trail Blazers 115, Seattle SuperSonics 106 | Portland |
| 30 de abril | Seattle SuperSonics 102, Portland Trail Blazers 99  | Seattle  |
| 2 de mayo   | Seattle SuperSonics 101, Portland Trail Blazers 89  | Seattle  |
| 4 de mayo   | Portland Trail Blazers 119, Seattle SuperSonics 107 | Portland |
|             | Portland Trail Blazers gana las series 3-2          |          |

### Semifinales de Conferencia
Portland Trail Blazers vs. Utah Jazz 
| Fecha      | Partido                                    | Ciudad         |
| ---------- | ------------------------------------------ | -------------- |
| 7 de mayo  | Portland Trail Blazers 117, Utah Jazz 97   | Portland       |
| 9 de mayo  | Portland Trail Blazers 118, Utah Jazz 16   | Portland       |
| 11 de mayo | Utah Jazz 107, Portland Trail Blazers 101  | Salt Lake City |
| 12 de mayo | Utah Jazz 101, Portland Trail Blazers 104  | Salt Lake City |
| 14 de mayo | Portland Trail Blazers 103, Utah Jazz 96   | Portland       |
|            | Portland Trail Blazers gana las series 4-1 |                |

### Finales de Conferencia
Portland Trail Blazers vs. Los Angeles Lakers 
| Fecha      | Partido                                            | Ciudad      |
| ---------- | -------------------------------------------------- | ----------- |
| 18 de mayo | Portland Trail Blazers 106, Los Angeles Lakers 111 | Portland    |
| 21 de mayo | Portland Trail Blazers 109, Los Angeles Lakers 98  | Portland    |
| 24 de mayo | Los Angeles Lakers 106, Portland Trail Blazers 92  | Los Ángeles |
| 26 de mayo | Los Angeles Lakers 116, Portland Trail Blazers 95  | Los Ángeles |
| 28 de mayo | Portland Trail Blazers 95, Los Angeles Lakers 84   | Portland    |
| 30 de mayo | Los Angeles Lakers 91, Portland Trail Blazers 90   | Los Ángeles |
|            | Los Angeles Lakers gana las series 4-2             |             |

## Estadísticas

### Temporada regular
| Rk | Jugador           | Edad | P  | PT | MP   | TC  | TCI  | %TC  | T3  | T3I | %T3  | TL  | TLI | %TL  | RO  | RD  | RT  | AS  | RB  | TAP | BP  | FP  | PTS  |
| -- | ----------------- | ---- | -- | -- | ---- | --- | ---- | ---- | --- | --- | ---- | --- | --- | ---- | --- | --- | --- | --- | --- | --- | --- | --- | ---- |
| 1  | Clyde Drexler     | 28   | 82 | 82 | 34.8 | 7.9 | 16.3 | .482 | 0.7 | 2.3 | .319 | 5.1 | 6.4 | .794 | 2.6 | 4.1 | 6.7 | 6.0 | 1.8 | 0.7 | 2.8 | 2.8 | 21.5 |
| 2  | Terry Porter      | 27   | 81 | 81 | 32.9 | 6.0 | 11.7 | .515 | 1.6 | 3.9 | .415 | 3.4 | 4.2 | .823 | 0.6 | 2.8 | 3.5 | 8.0 | 2.0 | 0.1 | 2.3 | 1.9 | 17.0 |
| 3  | Jerome Kersey     | 28   | 73 | 72 | 32.3 | 5.8 | 12.2 | .478 | 0.1 | 0.2 | .308 | 3.2 | 4.5 | .709 | 2.3 | 4.3 | 6.6 | 3.1 | 1.4 | 1.0 | 2.0 | 3.4 | 14.8 |
| 4  | Buck Williams     | 30   | 80 | 80 | 32.3 | 4.5 | 7.4  | .602 | 0.0 | 0.0 |      | 2.7 | 3.9 | .705 | 2.8 | 6.6 | 9.4 | 1.2 | 0.6 | 0.6 | 1.7 | 3.1 | 11.7 |
| 5  | Kevin Duckworth   | 26   | 81 | 81 | 31.0 | 6.4 | 13.4 | .481 | 0.0 | 0.0 | .000 | 3.0 | 3.8 | .772 | 2.2 | 4.4 | 6.6 | 1.1 | 0.4 | 0.4 | 2.3 | 3.1 | 15.8 |
| 6  | Clifford Robinson | 24   | 82 | 11 | 23.7 | 4.5 | 9.8  | .463 | 0.1 | 0.2 | .467 | 2.5 | 3.8 | .653 | 1.5 | 2.8 | 4.3 | 1.8 | 1.0 | 0.9 | 1.6 | 3.2 | 11.7 |
| 7  | Danny Ainge       | 31   | 80 | 0  | 21.4 | 4.2 | 8.9  | .472 | 1.3 | 3.1 | .406 | 1.4 | 1.7 | .826 | 0.6 | 2.0 | 2.6 | 3.6 | 0.8 | 0.2 | 1.3 | 2.4 | 11.1 |
| 8  | Mark Bryant       | 25   | 53 | 0  | 14.7 | 1.9 | 3.8  | .488 | 0.0 | 0.0 | .000 | 1.4 | 1.9 | .733 | 1.2 | 2.4 | 3.6 | 0.5 | 0.3 | 0.2 | 0.6 | 2.3 | 5.1  |
| 9  | Walter Davis      | 36   | 32 | 1  | 13.7 | 2.7 | 6.1  | .446 | 0.0 | 0.1 | .333 | 0.7 | 0.7 | .913 | 0.6 | 1.2 | 1.8 | 1.3 | 0.6 | 0.0 | 0.8 | 1.3 | 6.1  |
| 10 | Danny Young       | 28   | 75 | 1  | 12.0 | 1.4 | 3.6  | .380 | 0.5 | 1.4 | .346 | 0.5 | 0.6 | .911 | 0.3 | 0.7 | 1.0 | 1.9 | 0.7 | 0.1 | 0.7 | 0.7 | 3.8  |
| 11 | Wayne Cooper      | 34   | 67 | 1  | 11.1 | 0.9 | 2.2  | .393 | 0.0 | 0.0 | .000 | 0.5 | 0.6 | .786 | 0.8 | 2.0 | 2.8 | 0.3 | 0.1 | 0.9 | 0.3 | 1.8 | 2.2  |
| 12 | Dražen Petrović   | 26   | 18 | 0  | 7.4  | 1.8 | 3.9  | .451 | 0.1 | 0.3 | .167 | 0.8 | 1.2 | .682 | 0.6 | 0.4 | 1.0 | 1.1 | 0.3 | 0.0 | 0.7 | 1.2 | 4.4  |
| 13 | Alaa Abdelnaby    | 22   | 43 | 0  | 6.7  | 1.3 | 2.7  | .474 | 0.0 | 0.0 |      | 0.6 | 1.0 | .568 | 0.6 | 1.4 | 2.1 | 0.3 | 0.1 | 0.3 | 0.5 | 0.9 | 3.1  |

### Playoffs
| Rk | Jugador           | Edad | P  | PT | MP   | TC  | TCI  | %TC  | T3  | T3I | %T3  | TL  | TLI | %TL  | RO  | RD  | RT  | AS  | RB  | TAP | BP  | FP  | PTS  |
| -- | ----------------- | ---- | -- | -- | ---- | --- | ---- | ---- | --- | --- | ---- | --- | --- | ---- | --- | --- | --- | --- | --- | --- | --- | --- | ---- |
| 1  | Clyde Drexler     | 28   | 16 | 16 | 39.6 | 8.0 | 16.8 | .476 | 0.9 | 3.5 | .268 | 4.8 | 6.1 | .776 | 2.5 | 5.6 | 8.1 | 8.1 | 2.1 | 1.0 | 3.8 | 3.5 | 21.7 |
| 2  | Terry Porter      | 27   | 16 | 16 | 37.2 | 6.4 | 12.8 | .500 | 1.1 | 2.9 | .362 | 4.3 | 4.9 | .861 | 0.5 | 2.3 | 2.8 | 6.6 | 1.5 | 0.1 | 2.0 | 2.0 | 18.1 |
| 3  | Jerome Kersey     | 28   | 16 | 16 | 36.8 | 6.6 | 14.1 | .465 | 0.0 | 0.0 |      | 4.8 | 6.3 | .752 | 3.3 | 3.7 | 6.9 | 3.1 | 1.8 | 0.4 | 1.1 | 4.3 | 17.9 |
| 4  | Buck Williams     | 30   | 16 | 16 | 35.8 | 4.1 | 8.1  | .500 | 0.0 | 0.0 |      | 2.2 | 3.6 | .603 | 3.3 | 5.6 | 8.9 | 0.9 | 0.6 | 0.3 | 1.5 | 3.4 | 10.3 |
| 5  | Kevin Duckworth   | 26   | 16 | 16 | 31.9 | 4.6 | 11.4 | .401 | 0.0 | 0.0 |      | 2.6 | 3.5 | .732 | 2.5 | 4.2 | 6.7 | 0.9 | 0.5 | 0.5 | 2.4 | 3.3 | 11.7 |
| 6  | Clifford Robinson | 24   | 16 | 0  | 22.1 | 3.9 | 7.3  | .538 | 0.1 | 0.2 | .333 | 2.4 | 4.3 | .551 | 1.5 | 2.4 | 3.9 | 1.1 | 0.4 | 1.0 | 1.6 | 2.9 | 10.3 |
| 7  | Danny Ainge       | 31   | 16 | 0  | 17.3 | 2.9 | 6.6  | .448 | 0.7 | 2.3 | .306 | 1.4 | 1.8 | .821 | 0.1 | 1.7 | 1.8 | 1.9 | 0.8 | 0.3 | 1.5 | 2.1 | 8.0  |
| 8  | Mark Bryant       | 25   | 14 | 0  | 9.8  | 0.7 | 1.6  | .455 | 0.0 | 0.0 |      | 1.0 | 1.1 | .875 | 1.0 | 1.3 | 2.3 | 0.1 | 0.1 | 0.1 | 0.3 | 1.8 | 2.4  |
| 9  | Walter Davis      | 36   | 13 | 0  | 8.5  | 1.5 | 3.7  | .396 | 0.0 | 0.1 | .000 | 0.4 | 0.5 | .833 | 0.5 | 0.6 | 1.2 | 0.5 | 0.3 | 0.0 | 0.5 | 0.4 | 3.3  |
| 10 | Danny Young       | 28   | 7  | 0  | 5.1  | 0.9 | 1.6  | .545 | 0.0 | 0.1 | .000 | 0.0 | 0.0 |      | 0.0 | 0.0 | 0.0 | 1.0 | 0.0 | 0.0 | 0.3 | 0.0 | 1.7  |
| 11 | Wayne Cooper      | 34   | 3  | 0  | 4.3  | 0.3 | 0.7  | .500 | 0.0 | 0.0 |      | 0.0 | 0.0 |      | 0.3 | 1.3 | 1.7 | 0.3 | 0.0 | 0.0 | 0.3 | 0.7 | 0.7  |
| 12 | Alaa Abdelnaby    | 22   | 5  | 0  | 2.6  | 0.4 | 1.2  | .333 | 0.0 | 0.0 |      | 0.0 | 0.0 |      | 0.2 | 0.4 | 0.6 | 0.0 | 0.0 | 0.0 | 0.0 | 0.0 | 0.8  |

## Galardones y récords
| Jugador         | Galardón                              |
| Clyde Drexler   | 2.º Mejor quinteto de la NBA All-Star |
| Buck Williams   | Mejor quinteto defensivo de la NBA    |
| Kevin Duckworth | All-Star                              |
| Terry Porter    | All-Star                              |